# انرژی تجدیدپذیر متغیر

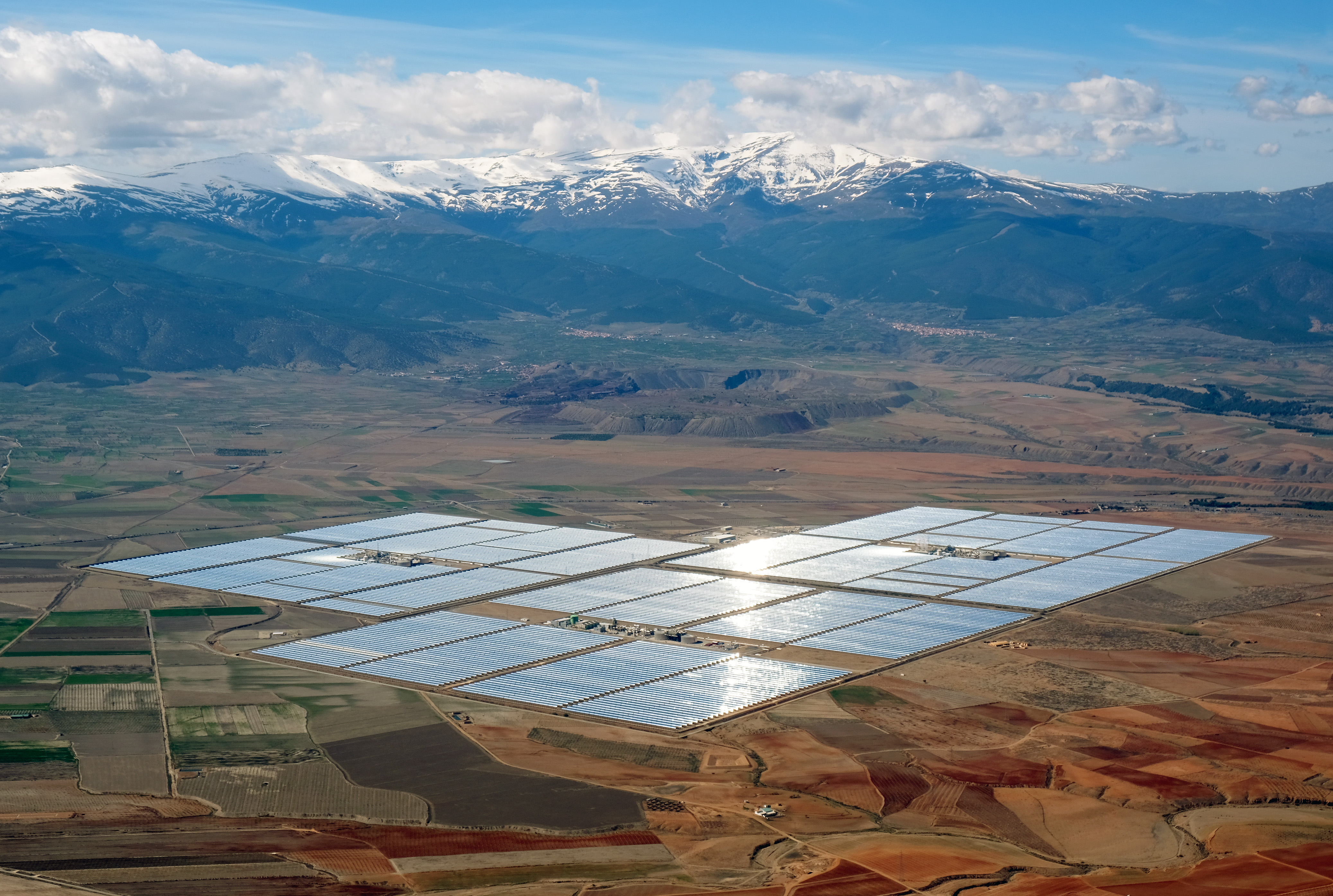
انرژی باد و خورشید

انرژی تجدیدپذیر متغیر (انگلیسی: Variable renewable energy) به انرژی‌های تجدیدپذیری گفته می‌شود که به دلیل خاصیت ذاتی مثل انرژی باد و توان خورشیدی غیرقابل پیش‌بینی باشد. اما برخلاف آن انرژی‌هایی چون انرژی حاصل از خارج شده آب از سدها، زیست‌توده یا انرژی زمین گرمایی قابل پیش‌بینی است.